# Freaky Friday (singolo)
Freaky Friday è un singolo del rapper statunitense Lil Dicky, in collaborazione con Chris Brown pubblicato nel 2018, estratto come singolo portante del suo secondo album in studio.

## Descrizione
Il brano è stato scritto dagli stessi Lil Dicky e Chris Brown, ed è stato prodotto da Mustard, con co-produzione di Benny Blanco e presenta una produzione con dei synth leggeri, e versi alternati dai due artisti, con il ritornello cantato da Brown.
Lil Dicky, non avendo pubblicato nulla per 3 anni prima del singolo, volle mettersi alla prova per poter pubblicare il miglior brano che potesse fare, e dopo che gli venne il concept per il brano decise di completarlo con Chris Brown, poiché lo considerava il miglior esempio di superstar con cui avrebbe voluto collaborare, e il cantante accettò di realizzare il brano.
Nel brano gli artisti riprendono in maniera comica il concetto del romanzo omonimo, scambiando i propri corpi, ossia quello di una superstar carismatica e controversa (Chris Brown), e quella di un artista emergente con una vita basica.
Nel brano Dicky si ritrova nell'euforia svegliandosi essendo Brown, e gioisce poiché è ricco, bello, famoso, circondato da belle ragazze e sa cantare e ballare, e preso dall'euforia chiama Kanye West per dirgli che è il suo più grande fan, e poi si rende conto di avere una figlia. Nel frattempo Brown nel corpo di Dicky rimane insoddisfatto dalla mediocrità della sua vita, ma è appagato dal fatto che nessuno lo giudichi perché è nero o per le controversie del suo passato. Successivamente Dicky nel corpo di Brown impazzisce, ed essendo esaltato per le sue ottime prestazioni sessuali, pubblica sul web delle foto del suo pene, e quando il vero Brown lo vede inizia a cercarlo disperatamente, e trovandolo nel privé di una discoteca irrompe e lo minaccia, ma Dicky lo avvisa che avrebbe solamente fatto male a sé stesso, e così capisce di tenere a sé e entrambi tornano nel proprio corpo.

## Video musicale
Il video musicale, diretto da Tony Yacenda, e girato il 27 ottobre 2017, uacì nel giorno di pubblicazione del brano. L'intro del video omaggia l'omonimo film, e vede i due artisti vittime di una maledizione che gli scambia i corpi, e successivamente si vedono i due artisti eseguire ciò che è raccontato nel brano con intervalli di coreografie.
Il video termina con un'outro comica che vede la partecipazione di Ed Sheeran, DJ Khaled e Kendall Jenner.

## Tracce
1. Freaky Friday – 3:36

## Successo commerciale
Il brano sin dalla pubblicazione ottenne il plauso della critica, entrò in forte rotazione nelle radio e scalò rapidamente le classifiche internazionali, diventando uno dei brani più affermati per entrambi gli artisti.

## Classifiche
| Classifica (2018) | Posizione massima |
| ----------------- | ----------------- |
| Australia         | 4                 |
| Austria           | 22                |
| Belgio (Fiandre)  | 1                 |
| Belgio (Vallonia) | 5                 |
| Canada            | 10                |
| Danimarca         | 14                |
| Francia           | 111               |
| Germania          | 22                |
| Giappone          | 6                 |
| Irlanda           | 3                 |
| Nuova Zelanda     | 1                 |
| Paesi Bassi       | 28                |
| Regno Unito       | 1                 |
| Stati Uniti       | 8                 |
| Svezia            | 21                |
| Svizzera          | 34                |